# Matične velike lože
Matične velike lože (engl. Mother Grand Lodges ili Home Grand Lodges), odnosno matične konstitucije (Home Constitutions), zajednički je pojam koji uključuje tri najstarije slobodnozidarske velike lože, osnovane početkom 18. stoljeća na području otoka Velika Britanija i Irska, prema kojima se, povijesno gledano, temelji moderno slobodno zidarstvo.
- Ujedinjena velika loža Engleske (UGLE) u Londonu osnovana je 1717. godine kao prva Velika loža Engleske.
- Velika loža Irske (GLI) u Dublinu osnovana je 1725. godine.
- Velika loža Škotske (GLS) u Edinburghu osnovana je 1736. godine.

Ove tri velike lože uspostavile su međusobnu suradnju i koordinaciju aktivnosti, koje se temelje na zajedničkom dogovoru (konkordatu) i uključuju redovite sastanke između tri velika majstora, praksa koja se održala do danas. One su postavile temeljna pravila za priznavanje i regularnost u slobodnom zidarstvu, temeljeći se na drevnim međašima i jasno definiranim pravima i obvezama koje mora ispuniti svaka organizacija da bi bila smatrana slobodnozidarskom. Ovo priznanje temelji se na kriterijima poznatim kao "Osnovna načela za priznavanje velike lože", koje su ove velike lože zajednički kodificirale i objavile 4. rujna 1929. godine. Iako su tada službeno objavljena, ta načela nisu bila nova – razvijala su se i usavršavala tijekom najmanje 150 godina prije njihove formalizacije. Danas u svijetu djeluje mreža regularnih velikih loža, čije je djelovanje u skladu s tim izvornim načelima i pravilima, kako su ih postavile ove tri matične velike lože.

## Osnove

### Svrha i odnosi Bratstva
U kolovozu 1938. godine, ove tri velike lože dogovorile su se da će svaka zasebno usvojiti i objaviti izjavu istovjetnog sadržaja, pri čemu je jedina razlika bila u tome što se u tekstu dosljedno navodilo ime dotične velike lože koja ju je izdala. Ova izjava, naslovljena "Svrha i odnosi Bratstva" (Aims and Relationships of the Craft), iz perspektive Ujedinjene velike lože Engleske glasi kako slijedi:
1. S vremena na vrijeme, Ujedinjena velika loža Engleske smatrala je poželjnim iznijeti u preciznom obliku svrhu slobodnog zidarstva, onako kako se ono dosljedno prakticira pod njezinom nadležnošću od svog nastanka kao organiziranog tijela 1717. godine, kao i definirati načela koja uređuju njezine odnose s onim velikim ložama s kojima je u bratskoj slozi.
2. S obzirom na primljene predstavke i na nedavno objavljene izjave koje su iskrivile ili zamaglile istinsku svrhu slobodnog zidarstva, ponovno se smatra potrebnim naglasiti određena temeljna načela Reda.
3. Prvi uvjet za primanje u Red i članstvo u njemu jest vjerovanje u Vrhovno Biće. To je bitno i ne dopušta nikakav kompromis.
4. Biblija, koju slobodni zidari nazivaju Knjigom svetog zakona, uvijek je otvorena u ložama. Svaki kandidat mora položiti svoju obvezu na toj knjizi ili na knjizi koju njegova vjera smatra svetom za prisegu ili zavjet.
5. Svakome tko pristupa slobodnom zidarstvu, od samog početka strogo je zabranjeno odobravati bilo kakav čin koji bi mogao narušiti mir i dobar poredak u društvu; on mora poštivati zakon svake države u kojoj prebiva ili koja mu pruža zaštitu, te nikada ne smije zanemariti odanost koja pripada vladaru njegove domovine.
6. Iako englesko slobodno zidarstvo svakom svom članu usađuje dužnost lojalnosti i građanske odgovornosti, pojedincu se ipak ostavlja pravo da ima vlastito mišljenje o javnim pitanjima. No, ni u jednoj loži, niti u bilo kojem trenutku u svojstvu slobodnog zidara, nije mu dopušteno raspravljati o teološkim ili političkim pitanjima niti iznositi svoje stavove o njima.
7. Velika loža je uvijek dosljedno odbijala iznositi mišljenja o pitanjima unutarnje ili vanjske državne politike, bilo kod kuće ili u inozemstvu, te neće dopustiti da se njezino ime povezuje s bilo kojom aktivnošću, ma koliko se ona činila humanitarnom, koja bi narušila njezinu nepromjenjivu politiku da se ne upliće ni u jedno pitanje koje se tiče odnosa između država, političkih stranaka ili suprotstavljenih teorija vlasti.
8. Velika loža svjesna je postojanja tijela koja se nazivaju slobodnim zidarima, a koja ne poštuju ova načela, te dokle god takav stav postoji, Velika loža Engleske odlučno odbija uspostaviti bilo kakve odnose s tim tijelima ili ih priznati kao slobodne zidare.
9. Velika loža Engleske suvereno je i neovisno tijelo koje prakticira slobodno zidarstvo isključivo unutar tri stupnja i samo u okvirima definiranim u njezinoj Konstituciji kao "čisto drevno zidarstvo". Ona ne priznaje ni ne prihvaća postojanje ikakve više slobodnozidarske vlasti, bez obzira na njezino ime ili naslov.
10. Više je puta Velika loža odbila, i nastavit će odbijati, sudjelovanje na konferencijama takozvanih međunarodnih udruga koje tvrde da predstavljaju slobodno zidarstvo, a koje u svoje članstvo primaju tijela koja se ne pridržavaju striktno načela na kojima je Velika loža Engleske utemeljena. Velika loža ne priznaje takve tvrdnje, niti može dopustiti da njezina stajališta budu zastupana od strane takvih udruga.
11. Nema nikakve tajne u vezi s temeljnim načelima slobodnog zidarstva, od kojih su neka gore navedena. Velika loža uvijek će razmotriti priznanje onih velikih loža koje otvoreno ispovijedaju i prakticiraju, te mogu dokazati da su dosljedno ispovijedale i prakticirale, ta utvrđena i nepromijenjena načela. No ni u kojem slučaju neće ulaziti u rasprave s ciljem da se ona tumače na nov ili izmijenjen način. Ta načela moraju biti u potpunosti prihvaćena i iskreno prakticirana od strane onih koji žele biti priznati kao slobodni zidari od strane Ujedinjene velike lože Engleske.

Velika loža Engleske upitana je stoji li i dalje iza izjave iz 1938., posebno u vezi sa stavkom 7. Potvrdila je da u cijelosti stoji iza svake njezine riječi te je zatražila mišljenje druge dvije velike lože. Nakon zajedničke konferencije, sve tri velike lože jednoglasno su ponovile svoju privrženost toj izjavi, istaknuvši da današnje okolnosti ne pružaju razlog za odstupanje. Smatraju da bi izražavanje mišljenja o političkim ili vjerskim pitanjima unijelo podjele među članovima i otvorilo vrata pritiscima za zauzimanje javnih stavova. Uvjereni su da je dosljedno pridržavanje temeljnih načela razlog opstanka slobodnog zidarstva te odlučno odbacuju svaki pokušaj odstupanja od njih. Svaka loža koja bi to učinila, kažu, više ne bi mogla smatrati da slijedi Drevna obilježja Reda i neminovno bi se suočila s urušavanjem.

### Osnovna načela za priznavanje velike lože
Kriterij poznat kao "Osnovna načela za priznavanje velike lože"  (engl. Basic Principles for Grand Lodge Recognition) ove su velike lože zajednički kodificirale i objavile 4. rujna 1929. godine.
1. Regularnost podrijetla; tj. svaka velika loža mora biti zakonito uspostavljena od strane priznate velike lože ili od najmanje tri regularno konstituirane lože.
2. Uvjet za članstvo jest vjerovanje u Vrhovnog velikog arhitekta Svemira i Njegovu otkrivenu volju.
3. Svi kandidati za inicijaciju moraju položiti svoju obvezu na, ili u neposrednom pogledu na, otvoreni Sveti zakon, što podrazumijeva otkrivenje odozgo koja je obvezujuća za savjest pojedinca koji se inicira.
4. Članstvo velike lože i pojedinih loža mora se sastojati isključivo od osoba koje su primljene u slobodno zidarstvo kao muškarci. Velika loža ne smije imati nikakav slobodnozidarski odnos s tijelima koja primaju žene u slobodno zidarstvo.[a]
5. Velika loža mora imati punu nadležnost nad ložama pod svojim okriljem, što znači da mora biti odgovorna, neovisna i samoupravna organizacija s isključivim i neospornim autoritetom nad simboličkim stupnjevima slobodnog zidarstva (učenik, pomoćnik i majstor) unutar svoje nadležnosti. Ne smije biti podložna niti dijeliti taj autoritet s bilo kojim vrhovnim vijećem ili drugim tijelom koje polaže pravo na kontrolu ili nadzor nad tim stupnjevima.
6. Tri velika svjetla slobodnog zidarstva (primjerak svete knjige, kutnik i šestar) uvijek moraju biti izložena kada su velika loža ili njezine podložne lože u radu, pri čemu je najvažniji od njih Sveti zakon.
7. Rasprave o religiji i politici unutar lože strogo su zabranjene.
8. Načela drevnih međaša, običaja i prakse plavih loža moraju se strogo poštivati.